# Dean Acheson
Dean Acheson (anglès: Dean Gooderham Acheson)  (Middletown, 11 d'abril de 1893 - Sandy Spring, 12 d'octubre de 1971) (Dean Gooderham Acheson) va ser un polític estatunidenc. Va col·laborar amb els presidents Franklin Delano Roosevelt, Harry Truman i John Fitzgerald Kennedy, havent exercit el càrrec de Secretari d'Estat dels Estats Units. Va promoure l'Administració de les Nacions Unides per a l'Auxili i la Rehabilitació i el Pla Marshall.
Va rebre el Premi Pulitzer d'Història el 1970 per Present at the Creation: My Years in the State Department.

## Biografia
Com 51è secretari d'Estat dels EUA, va definir la política externa del govern Harry S. Truman de 1949 a 1953. Va ser el principal conseller de política externa de Truman de 1945 a 1947, especialment amb relació a la Guerra Freda. Acheson va ajudar a dissenyar la Doctrina Truman i el Pla Marshall, així com l'Organització del Tractat de l'Atlàntic Nord. Va exercir l'advocacia privada de juliol de 1947 a desembre de 1948. Després de 1949, Acheson va sofrir un atac polític dels republicans liderats pel senador Joseph McCarthy sobre la política de Truman en relació amb la República Popular de la Xina.
Com ciutadà comú, el 1968, va aconsellar el president Lyndon B. Johnson a negociar la pau amb el Vietnam del Nord. Durant la crisi dels míssils cubans de 1962, el president John F. Kennedy va demanar consells a Acheson, portant-lo pel comitè executiu (ExComm), un grup consultiu estratègic.